# Бранд, Хайнер
Гайнер Бранд (нем. Heiner Brand, род. 26 июля 1952, Гуммерсбах, Северный Рейн-Вестфалия) — немецкий бывший гандболист и тренер. Он был тренером немецкой национальной команды по гандболу с 1997 по 2011 год.

## Карьера
Бранд является одним из тех, кто выиграл чемпионат мира по гандболу и как игрок (в 1978 году), и как тренер (в 2007 году). В 1976 году он был членом западногерманской команды, которая заняла четвёртое место в олимпийском турнире в Монреале. Он сыграл все шесть матчей и забил двенадцать голов.

## Личная жизнь
Бранд женат и имеет двоих детей. Два его старших брата Клаус и Йохен также играли за немецкую национальную сборную по гандболу. Его торговой марой являются его же большие усы моржа.